# Capitólio Estadual do Delaware
Capitólio Estadual do Delaware.
O Capitólio Estadual do Delaware (em inglês: Delaware Legislative Hall) é a sede do governo do estado do Delaware. Localizado na capital, Dover, foi construído entre 1931 e 1933, em estilo Neocolonial.